# Eoanthidium insulare
Eoanthidium insulare is een vliesvleugelig insect uit de familie Megachilidae. De wetenschappelijke naam van de soort is voor het eerst geldig gepubliceerd in 1873 door Morawitz.